# Coppa del Mondo di sci alpino 2012
La Coppa del Mondo di sci alpino 2012 fu la quarantaseiesima edizione della manifestazione organizzata dalla Federazione Internazionale Sci; ebbe inizio il 22 ottobre 2011 a Sölden, in Austria, e si concluse il 18 marzo 2012 a Schladming, ancora in Austria. Nel corso della stagione non si tennero né rassegne olimpiche né iridate.
In campo maschile furono disputate 44 delle 45 gare in programma (11 discese libere, 8 supergiganti, 9 slalom giganti, 11 slalom speciali, 1 combinata, 3 supercombinate, 1 slalom parallelo), in 21 diverse località. L'austriaco Marcel Hirscher si aggiudicò sia la Coppa del Mondo generale, sia quella di slalom gigante; il suo connazionale Klaus Kröll vinse la Coppa di discesa libera, il norvegese Aksel Lund Svindal quella di supergigante, lo svedese André Myhrer quella di slalom speciale e il croato Ivica Kostelić quella di combinata. Kostelić era il detentore uscente della Coppa generale.
In campo femminile furono disputate 37 delle 40 gare in programma (8 discese libere, 7 supergiganti, 9 slalom giganti, 10 slalom speciali, 2 supercombinate, 1 slalom parallelo), in 20 diverse località. La statunitense Lindsey Vonn si aggiudicò sia la Coppa del Mondo generale (totalizzando 1980 punti, nuovo record in ambito femminile), sia quelle di discesa libera, di supergigante e di combinata, la tedesca Viktoria Rebensburg vinse la Coppa di slalom gigante e l'austriaca Marlies Schild quella di slalom speciale. Maria Riesch era la detentrice uscente della Coppa generale.
Per la settima stagione consecutiva, in occasione delle finali di Schladming, fu disputata una gara a squadre mista valida per l'assegnazione della Coppa delle Nazioni.

## Uomini

### Risultati
| Data             | Località               | Nazione     | Pista                          | Spec. | Primo                 | Secondo               | Terzo                    |
| ---------------- | ---------------------- | ----------- | ------------------------------ | ----- | --------------------- | --------------------- | ------------------------ |
| 23 ottobre 2011  | Sölden                 | Austria     | Rettenbach                     | GS    | Ted Ligety            | Alexis Pinturault     | Philipp Schörghofer      |
| 26 novembre 2011 | Lake Louise            | Canada      | Men’s Olympic Downhill         | DH    | Didier Cuche          | Beat Feuz             | Hannes Reichelt          |
| 27 novembre 2011 | Lake Louise            | Canada      | Men’s Olympic Downhill         | SG    | Aksel Lund Svindal    | Didier Cuche          | Adrien Théaux            |
| 2 dicembre 2011  | Beaver Creek           | Stati Uniti | Birds of Prey                  | DH    | Bode Miller           | Beat Feuz             | Klaus Kröll              |
| 3 dicembre 2011  | Beaver Creek           | Stati Uniti | Birds of Prey                  | SG    | Sandro Viletta        | Aksel Lund Svindal    | Beat Feuz                |
| 4 dicembre 2011  | Beaver Creek           | Stati Uniti | Birds of Prey                  | GS    | Marcel Hirscher       | Ted Ligety            | Fritz Dopfer             |
| 6 dicembre 2011  | Beaver Creek           | Stati Uniti | Birds of Prey                  | GS    | Ted Ligety            | Marcel Hirscher       | Kjetil Jansrud           |
| 8 dicembre 2011  | Beaver Creek           | Stati Uniti | Birds of Prey                  | SL    | Ivica Kostelić        | Cristian Deville      | Marcel Hirscher          |
| 16 dicembre 2011 | Val Gardena            | Italia      | Saslong                        | SG    | Beat Feuz             | Bode Miller           | Kjetil Jansrud           |
| 18 dicembre 2011 | Alta Badia             | Italia      | Gran Risa                      | GS    | Massimiliano Blardone | Hannes Reichelt       | Philipp Schörghofer      |
| 19 dicembre 2011 | Alta Badia             | Italia      | Gran Risa                      | SL    | Marcel Hirscher       | Giuliano Razzoli      | Felix Neureuther         |
| 21 dicembre 2011 | Flachau                | Austria     | Griessenkar                    | SL    | Ivica Kostelić        | André Myhrer          | Cristian Deville         |
| 29 dicembre 2011 | Bormio                 | Italia      | Stelvio                        | DH    | Didier Défago         | Patrick Küng          | Klaus Kröll              |
| 1º gennaio 2012  | Monaco di Baviera      | Germania    | Olympiapark                    | P     | annullata             | annullata             | annullata                |
| 5 gennaio 2012   | Zagabria Sljeme        | Croazia     | Crveni Spust                   | SL    | Marcel Hirscher       | Felix Neureuther      | Ivica Kostelić           |
| 7 gennaio 2012   | Adelboden              | Svizzera    | Chuenisbärgli                  | GS    | Marcel Hirscher       | Benjamin Raich        | Massimiliano Blardone    |
| 8 gennaio 2012   | Adelboden              | Svizzera    | Chuenisbärgli                  | SL    | Marcel Hirscher       | Ivica Kostelić        | Stefano Gross            |
| 13 gennaio 2012  | Wengen                 | Svizzera    | Lauberhorn Männlichen/Jungfrau | SC    | Ivica Kostelić        | Beat Feuz             | Bode Miller              |
| 14 gennaio 2012  | Wengen                 | Svizzera    | Lauberhorn                     | DH    | Beat Feuz             | Hannes Reichelt       | Christof Innerhofer      |
| 15 gennaio 2012  | Wengen                 | Svizzera    | Männlichen/Jungfrau            | SL    | Ivica Kostelić        | André Myhrer          | Fritz Dopfer             |
| 21 gennaio 2012  | Kitzbühel              | Austria     | Streif                         | DH    | Didier Cuche          | Romed Baumann         | Klaus Kröll              |
| 22 gennaio 2012  | Kitzbühel              | Austria     | Ganslern                       | SL    | Cristian Deville      | Mario Matt            | Ivica Kostelić           |
| 22 gennaio 2012  | Kitzbühel              | Austria     | Streif Ganslern                | K     | Ivica Kostelić        | Beat Feuz             | Silvan Zurbriggen        |
| 24 gennaio 2012  | Schladming             | Austria     | Planai                         | SL    | Marcel Hirscher       | Stefano Gross         | Mario Matt               |
| 28 gennaio 2012  | Garmisch-Partenkirchen | Germania    | Kandahar                       | DH    | Didier Cuche          | Erik Guay             | Hannes Reichelt          |
| 3 febbraio 2012  | Chamonix               | Francia     | La Verte des Houches           | DH    | Klaus Kröll           | Bode Miller           | Didier Cuche             |
| 4 febbraio 2012  | Chamonix               | Francia     | La Verte des Houches           | DH    | Jan Hudec             | Romed Baumann         | Erik Guay                |
| 5 febbraio 2012  | Chamonix               | Francia     | La Verte des Houches           | SC    | Romed Baumann         | Alexis Pinturault     | Beat Feuz                |
| 11 febbraio 2012 | Soči Krasnaja Poljana  | Russia      | Roza Chutor                    | DH    | Beat Feuz             | Benjamin Thomsen      | Adrien Théaux            |
| 12 febbraio 2012 | Soči Krasnaja Poljana  | Russia      | Roza Chutor                    | SC    | Ivica Kostelić        | Beat Feuz             | Thomas Mermillod Blondin |
| 18 febbraio 2012 | Bansko                 | Bulgaria    | Banderiza                      | GS    | Marcel Hirscher       | Massimiliano Blardone | Marcel Mathis            |
| 19 febbraio 2012 | Bansko                 | Bulgaria    | Banderiza                      | SL    | Marcel Hirscher       | André Myhrer          | Stefano Gross            |
| 21 febbraio 2012 | Mosca                  | Russia      | Lužniki                        | P     | Alexis Pinturault     | Felix Neureuther      | André Myhrer             |
| 24 febbraio 2012 | Crans-Montana          | Svizzera    | Nationale                      | SG    | Didier Cuche          | Jan Hudec             | Benjamin Raich           |
| 25 febbraio 2012 | Crans-Montana          | Svizzera    | Nationale                      | SG    | Benjamin Raich        | Adrien Théaux         | Didier Cuche             |
| 26 febbraio 2012 | Crans-Montana          | Svizzera    | Nationale                      | GS    | Massimiliano Blardone | Marcel Hirscher       | Hannes Reichelt          |
| 2 marzo 2012     | Lillehammer Kvitfjell  | Norvegia    | Olympiabakken                  | SG    | Beat Feuz Klaus Kröll |                       | Kjetil Jansrud           |
| 3 marzo 2012     | Lillehammer Kvitfjell  | Norvegia    | Olympiabakken                  | DH    | Klaus Kröll           | Kjetil Jansrud        | Aksel Lund Svindal       |
| 4 marzo 2012     | Lillehammer Kvitfjell  | Norvegia    | Olympiabakken                  | SG    | Kjetil Jansrud        | Aksel Lund Svindal    | Beat Feuz                |
| 10 marzo 2012    | Kranjska Gora          | Slovenia    | Podkoren                       | GS    | Ted Ligety            | Alexis Pinturault     | Marcel Hirscher          |
| 11 marzo 2012    | Kranjska Gora          | Slovenia    | Podkoren                       | SL    | André Myhrer          | Cristian Deville      | Alexis Pinturault        |
| 14 marzo 2012    | Schladming             | Austria     | Planai                         | DH    | Aksel Lund Svindal    | Beat Feuz             | Hannes Reichelt          |
| 15 marzo 2012    | Schladming             | Austria     | Planai                         | SG    | Christof Innerhofer   | Alexis Pinturault     | Marcel Hirscher          |
| 17 marzo 2012    | Schladming             | Austria     | Planai                         | GS    | Marcel Hirscher       | Hannes Reichelt       | Marcel Mathis            |
| 18 marzo 2012    | Schladming             | Austria     | Planai                         | SL    | André Myhrer          | Felix Neureuther      | Mario Matt               |

Legenda:

DH = Discesa libera

SG = Supergigante

GS = Slalom gigante

SL = Slalom speciale

K = Combinata alpina

SC = Supercombinata

P = Slalom parallelo

### Classifiche

#### Generale

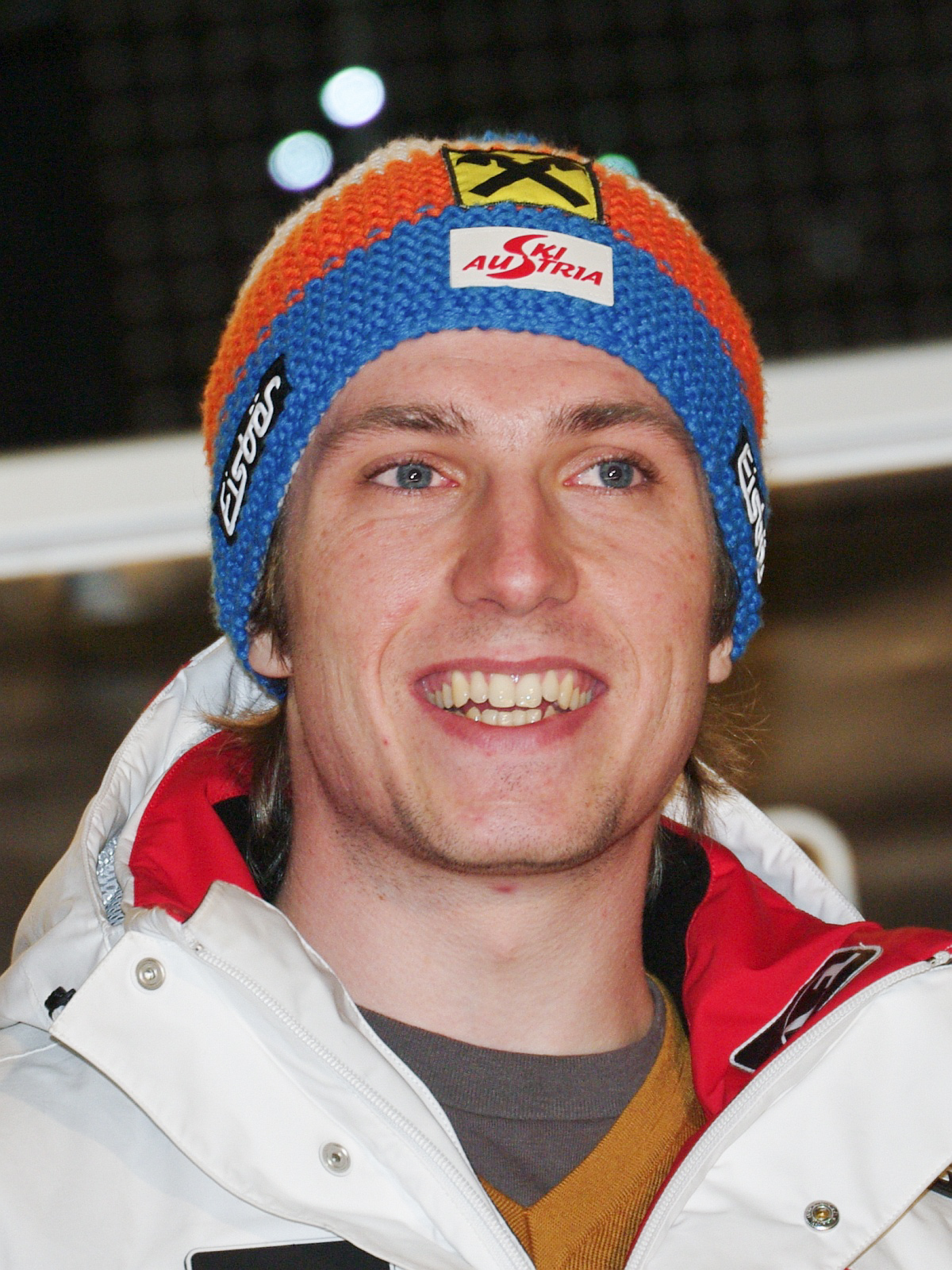
Marcel Hirscher nel 2011

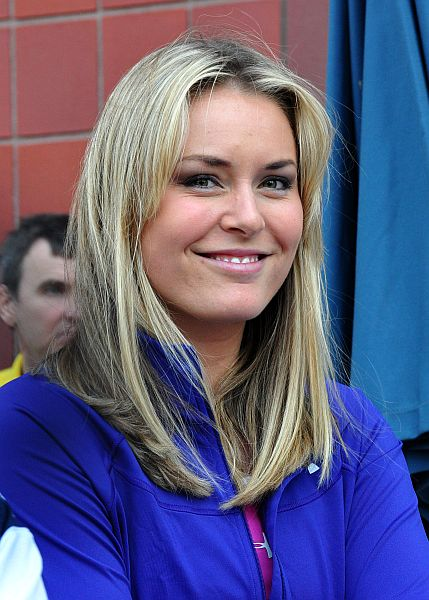
Lindsey Vonn nel 2010

| Pos. | Nome               | Nazione     | Punti |
| ---- | ------------------ | ----------- | ----- |
| 1    | Marcel Hirscher    | Austria     | 1355  |
| 2    | Beat Feuz          | Svizzera    | 1330  |
| 3    | Aksel Lund Svindal | Norvegia    | 1131  |
| 4    | Ivica Kostelić     | Croazia     | 1064  |
| 5    | Hannes Reichelt    | Austria     | 1024  |
| 6    | Didier Cuche       | Svizzera    | 982   |
| 7    | Klaus Kröll        | Austria     | 909   |
| 8    | Kjetil Jansrud     | Norvegia    | 855   |
| 9    | Ted Ligety         | Stati Uniti | 853   |
| 10   | Alexis Pinturault  | Francia     | 845   |

#### Discesa libera
| Pos. | Nome            | Nazione     | Punti |
| ---- | --------------- | ----------- | ----- |
| 1    | Klaus Kröll     | Austria     | 605   |
| 2    | Beat Feuz       | Svizzera    | 598   |
| 2    | Didier Cuche    | Svizzera    | 521   |
| 4    | Hannes Reichelt | Austria     | 396   |
| 5    | Bode Miller     | Stati Uniti | 383   |

#### Supergigante
| Pos. | Nome               | Nazione  | Punti |
| ---- | ------------------ | -------- | ----- |
| 1    | Aksel Lund Svindal | Norvegia | 413   |
| 2    | Didier Cuche       | Svizzera | 400   |
| 3    | Beat Feuz          | Svizzera | 368   |
| 4    | Kjetil Jansrud     | Norvegia | 342   |
| 5    | Klaus Kröll        | Austria  | 304   |

#### Slalom gigante
| Pos. | Nome                  | Nazione     | Punti |
| ---- | --------------------- | ----------- | ----- |
| 1    | Marcel Hirscher       | Austria     | 705   |
| 2    | Ted Ligety            | Stati Uniti | 513   |
| 3    | Massimiliano Blardone | Italia      | 408   |
| 4    | Alexis Pinturault     | Francia     | 364   |
| 5    | Hannes Reichelt       | Austria     | 337   |

#### Slalom speciale
| Pos. | Nome             | Nazione | Punti |
| ---- | ---------------- | ------- | ----- |
| 1    | André Myhrer     | Svezia  | 644   |
| 2    | Ivica Kostelić   | Croazia | 610   |
| 3    | Marcel Hirscher  | Austria | 560   |
| 4    | Cristian Deville | Italia  | 450   |
| 5    | Stefano Gross    | Italia  | 412   |

#### Combinata
| Pos. | Nome               | Nazione  | Punti |
| ---- | ------------------ | -------- | ----- |
| 1    | Ivica Kostelić     | Croazia  | 336   |
| 2    | Beat Feuz          | Svizzera | 300   |
| 3    | Romed Baumann      | Austria  | 159   |
| 4    | Alexis Pinturault  | Francia  | 130   |
| 5    | Aksel Lund Svindal | Norvegia | 128   |

Nb: nel 2012 la classifica di combinata fu stilata includendo anche i risultati delle gare di supercombinata.

#### Slalom parallelo
Nel 2012 fu anche stilata la classifica dello slalom parallelo, sebbene non venisse assegnato alcun trofeo al vincitore.
| Pos. | Nome              | Nazione  | Punti |
| ---- | ----------------- | -------- | ----- |
| 1    | Alexis Pinturault | Francia  | 100   |
| 2    | Felix Neureuther  | Germania | 80    |
| 3    | André Myhrer      | Svezia   | 60    |
| 4    | Romed Baumann     | Austria  | 50    |
| 5    | Beat Feuz         | Svizzera | 30    |
| 5    | Marcel Hirscher   | Austria  | 30    |
| 5    | Mario Matt        | Austria  | 30    |
| 5    | Steve Missillier  | Francia  | 30    |

## Donne

### Risultati
| Data             | Località               | Nazione     | Pista                        | Spec. | Prima                | Seconda               | Terza                         |
| ---------------- | ---------------------- | ----------- | ---------------------------- | ----- | -------------------- | --------------------- | ----------------------------- |
| 22 ottobre 2011  | Sölden                 | Austria     | Rettenbach                   | GS    | Lindsey Vonn         | Viktoria Rebensburg   | Elisabeth Görgl               |
| 26 novembre 2011 | Aspen                  | Stati Uniti | Lower Ruthie's               | GS    | Viktoria Rebensburg  | Elisabeth Görgl       | Julia Mancuso                 |
| 27 novembre 2011 | Aspen                  | Stati Uniti | Lower Ruthie's               | SL    | Marlies Schild       | Maria Pietilä Holmner | Maria Riesch                  |
| 2 dicembre 2011  | Lake Louise            | Canada      | Men’s Olympic Downhill       | DH    | Lindsey Vonn         | Tina Weirather        | Dominique Gisin               |
| 3 dicembre 2011  | Lake Louise            | Canada      | Men’s Olympic Downhill       | DH    | Lindsey Vonn         | Marie Marchand-Arvier | Elisabeth Görgl               |
| 4 dicembre 2011  | Lake Louise            | Canada      | Men’s Olympic Downhill       | SG    | Lindsey Vonn         | Anna Fenninger        | Julia Mancuso                 |
| 7 dicembre 2011  | Beaver Creek           | Stati Uniti | Birds of Prey                | SG    | Lindsey Vonn         | Fabienne Suter        | Anna Fenninger                |
| 18 dicembre 2011 | Courchevel             | Francia     | Émile Allais                 | SL    | Marlies Schild       | Tanja Poutiainen      | Kathrin Zettel                |
| 20 dicembre 2011 | Flachau                | Austria     | Griessenkar                  | SL    | Marlies Schild       | Maria Riesch          | Tina Maze                     |
| 28 dicembre 2011 | Lienz                  | Austria     | Schlick                      | GS    | Anna Fenninger       | Federica Brignone     | Tessa Worley                  |
| 29 dicembre 2011 | Lienz                  | Austria     | Schlick                      | SL    | Marlies Schild       | Tina Maze             | Mikaela Shiffrin              |
| 1º gennaio 2012  | Monaco di Baviera      | Germania    | Olympiapark                  | P     | annullata            | annullata             | annullata                     |
| 3 gennaio 2012   | Zagabria Sljeme        | Croazia     | Crveni Spust                 | SL    | Marlies Schild       | Tina Maze             | Michaela Kirchgasser          |
| 7 gennaio 2012   | Bad Kleinkirchheim     | Austria     | Franz Klammer                | DH    | Elisabeth Görgl      | Julia Mancuso         | Fabienne Suter                |
| 8 gennaio 2012   | Bad Kleinkirchheim     | Austria     | Franz Klammer                | SG    | Fabienne Suter       | Tina Maze             | Anna Fenninger                |
| 14 gennaio 2012  | Cortina d'Ampezzo      | Italia      | Olimpia delle Tofane         | DH    | Daniela Merighetti   | Lindsey Vonn          | Maria Riesch                  |
| 15 gennaio 2012  | Cortina d'Ampezzo      | Italia      | Olimpia delle Tofane         | SG    | Lindsey Vonn         | Maria Riesch          | Tina Maze                     |
| 21 gennaio 2012  | Kranjska Gora          | Slovenia    | Podkoren                     | GS    | Tessa Worley         | Federica Brignone     | Viktoria Rebensburg           |
| 22 gennaio 2012  | Kranjska Gora          | Slovenia    | Podkoren                     | SL    | Michaela Kirchgasser | Tanja Poutiainen      | Veronika Zuzulová             |
| 27 gennaio 2012  | Sankt Moritz           | Svizzera    | Engiadina Corviglia/Suvretta | SC    | Lindsey Vonn         | Tina Maze             | Nicole Hosp                   |
| 28 gennaio 2012  | Sankt Moritz           | Svizzera    | Engiadina                    | DH    | Lindsey Vonn         | Maria Riesch          | Tina Weirather                |
| 29 gennaio 2012  | Sankt Moritz           | Svizzera    | Engiadina Corviglia/Suvretta | SC    | Maria Riesch         | Lindsey Vonn          | Nicole Hosp                   |
| 4 febbraio 2012  | Garmisch-Partenkirchen | Germania    | Kandahar                     | DH    | Lindsey Vonn         | Nadja Kamer           | Tina Weirather                |
| 5 febbraio 2012  | Garmisch-Partenkirchen | Germania    | Kandahar                     | SG    | Julia Mancuso        | Anna Fenninger        | Tina Weirather                |
| 11 febbraio 2012 | Soldeu                 | Andorra     | Avet                         | SL    | Marlies Schild       | Frida Hansdotter      | Kathrin Zettel                |
| 12 febbraio 2012 | Soldeu                 | Andorra     | Avet                         | GS    | Tessa Worley         | Tina Maze             | Maria Riesch                  |
| 18 febbraio 2012 | Soči Krasnaja Poljana  | Russia      | Roza Chutor                  | DH    | Maria Riesch         | Elisabeth Görgl       | Lindsey Vonn                  |
| 19 febbraio 2012 | Soči Krasnaja Poljana  | Russia      | Roza Chutor                  | SC    | annullata            | annullata             | annullata                     |
| 21 febbraio 2012 | Mosca                  | Russia      | Lužniki                      | P     | Julia Mancuso        | Michaela Kirchgasser  | Lindsey Vonn                  |
| 25 febbraio 2012 | Bansko                 | Bulgaria    | Marc Girardelli              | DH    | annullata            | annullata             | annullata                     |
| 26 febbraio 2012 | Bansko                 | Bulgaria    | Marc Girardelli              | SG    | Lindsey Vonn         | Tina Weirather        | Daniela Merighetti            |
| 2 marzo 2012     | Ofterschwang           | Germania    | Ofterschwanger Horn          | GS    | Viktoria Rebensburg  | Tina Maze             | Irene Curtoni Elisabeth Görgl |
| 3 marzo 2012     | Ofterschwang           | Germania    | Ofterschwanger Horn          | GS    | Viktoria Rebensburg  | Lindsey Vonn          | Tina Maze                     |
| 4 marzo 2012     | Ofterschwang           | Germania    | Ofterschwanger Horn          | SL    | Erin Mielzynski      | Resi Stiegler         | Marlies Schild                |
| 9 marzo 2012     | Åre                    | Svezia      | Olympia                      | GS    | Lindsey Vonn         | Federica Brignone     | Viktoria Rebensburg           |
| 10 marzo 2012    | Åre                    | Svezia      | Olympia                      | SL    | Maria Riesch         | Veronika Zuzulová     | Marie-Michèle Gagnon          |
| 14 marzo 2012    | Schladming             | Austria     | Streicher                    | DH    | Lindsey Vonn         | Marion Rolland        | Tina Maze                     |
| 15 marzo 2012    | Schladming             | Austria     | Streicher                    | SG    | Viktoria Rebensburg  | Julia Mancuso         | Marion Rolland                |
| 17 marzo 2012    | Schladming             | Austria     | Streicher                    | SL    | Michaela Kirchgasser | Veronika Zuzulová     | Marlies Schild                |
| 18 marzo 2012    | Schladming             | Austria     | Planai                       | GS    | Viktoria Rebensburg  | Anna Fenninger        | Federica Brignone             |

Legenda:

DH = Discesa libera

SG = Supergigante

GS = Slalom gigante

SL = Slalom speciale

SC = Supercombinata

P = Slalom parallelo

### Classifiche

#### Generale
| Pos. | Nome                 | Nazione       | Punti |
| ---- | -------------------- | ------------- | ----- |
| 1    | Lindsey Vonn         | Stati Uniti   | 1980  |
| 2    | Tina Maze            | Slovenia      | 1402  |
| 3    | Maria Riesch         | Germania      | 1227  |
| 4    | Julia Mancuso        | Stati Uniti   | 1020  |
| 5    | Anna Fenninger       | Austria       | 994   |
| 6    | Elisabeth Görgl      | Austria       | 987   |
| 7    | Viktoria Rebensburg  | Germania      | 947   |
| 8    | Marlies Schild       | Austria       | 925   |
| 9    | Tina Weirather       | Liechtenstein | 674   |
| 10   | Michaela Kirchgasser | Austria       | 636   |

#### Discesa libera
| Pos. | Nome            | Nazione       | Punti |
| ---- | --------------- | ------------- | ----- |
| 1    | Lindsey Vonn    | Stati Uniti   | 690   |
| 2    | Tina Weirather  | Liechtenstein | 400   |
| 3    | Elisabeth Görgl | Austria       | 384   |
| 4    | Maria Riesch    | Germania      | 379   |
| 5    | Julia Mancuso   | Stati Uniti   | 277   |

#### Supergigante
| Pos. | Nome           | Nazione     | Punti |
| ---- | -------------- | ----------- | ----- |
| 1    | Lindsey Vonn   | Stati Uniti | 453   |
| 2    | Julia Mancuso  | Stati Uniti | 381   |
| 3    | Anna Fenninger | Austria     | 369   |
| 4    | Tina Maze      | Slovenia    | 257   |
| 5    | Fabienne Suter | Svizzera    | 226   |

#### Slalom gigante
| Pos. | Nome                | Nazione     | Punti |
| ---- | ------------------- | ----------- | ----- |
| 1    | Viktoria Rebensburg | Germania    | 650   |
| 2    | Lindsey Vonn        | Stati Uniti | 455   |
| 3    | Tessa Worley        | Francia     | 446   |
| 4    | Anna Fenninger      | Austria     | 442   |
| 5    | Tina Maze           | Slovenia    | 367   |

#### Slalom speciale
| Pos. | Nome                 | Nazione    | Punti |
| ---- | -------------------- | ---------- | ----- |
| 1    | Marlies Schild       | Austria    | 760   |
| 2    | Michaela Kirchgasser | Austria    | 452   |
| 3    | Tina Maze            | Slovenia   | 413   |
| 4    | Veronika Zuzulová    | Slovacchia | 377   |
| 5    | Kathrin Zettel       | Austria    | 356   |

#### Combinata
| Pos. | Nome           | Nazione     | Punti |
| ---- | -------------- | ----------- | ----- |
| 1    | Lindsey Vonn   | Stati Uniti | 180   |
| 2    | Tina Maze      | Slovenia    | 125   |
| 3    | Nicole Hosp    | Austria     | 120   |
| 4    | Maria Riesch   | Germania    | 110   |
| 5    | Kathrin Zettel | Austria     | 79    |

Nb: nel 2012 la classifica di combinata fu stilata attraverso i risultati delle gare di supercombinata.

#### Slalom parallelo
Nel 2012 fu anche stilata la classifica dello slalom parallelo, sebbene non venisse assegnato alcun trofeo alla vincitrice.
| Pos. | Nome                 | Nazione     | Punti |
| ---- | -------------------- | ----------- | ----- |
| 1    | Julia Mancuso        | Stati Uniti | 100   |
| 2    | Michaela Kirchgasser | Austria     | 80    |
| 3    | Lindsey Vonn         | Stati Uniti | 60    |
| 4    | Maria Riesch         | Germania    | 50    |
| 5    | Nicole Hosp          | Austria     | 30    |
| 5    | Tina Maze            | Slovenia    | 30    |
| 5    | Marlies Schild       | Austria     | 30    |
| 5    | Kathrin Zettel       | Francia     | 30    |

## Coppa delle Nazioni

### Risultati
| Data          | Località   | Nazione | Pista  | Prima                                                                         | Seconda                                                         | Terza                                                               |
| ------------- | ---------- | ------- | ------ | ----------------------------------------------------------------------------- | --------------------------------------------------------------- | ------------------------------------------------------------------- |
| 16 marzo 2012 | Schladming | Austria | Planai | Austria Eva-Maria Brem Michaela Kirchgasser Marcel Mathis Philipp Schörghofer | Svizzera Lara Gut Wendy Holdener Markus Vogel Silvan Zurbriggen | Svezia Therese Borssén Frida Hansdotter Mattias Hargin André Myhrer |

### Classifiche
Le classifiche della Coppa delle Nazioni vengono stilate sommando i punti ottenuti da ogni atleta in ogni gara individuale e quelli assegnati nella gara a squadre.

#### Generale
| Pos. | Nazione     | Punti |
| ---- | ----------- | ----- |
| 1    | Austria     | 13676 |
| 2    | Italia      | 6907  |
| 3    | Svizzera    | 6503  |
| 4    | Stati Uniti | 6276  |
| 5    | Francia     | 6131  |

#### Uomini
| Pos. | Nazione  | Punti |
| ---- | -------- | ----- |
| 1    | Austria  | 7767  |
| 2    | Svizzera | 4472  |
| 3    | Italia   | 3861  |
| 4    | Francia  | 3736  |
| 5    | Norvegia | 2247  |

#### Donne
| Pos. | Nazione     | Punti |
| ---- | ----------- | ----- |
| 1    | Austria     | 5909  |
| 2    | Stati Uniti | 4057  |
| 3    | Italia      | 3046  |
| 4    | Germania    | 2970  |
| 5    | Francia     | 2395  |